# منزل (دهانه)
منزل یک دهانه برخوردی در ماه‌ است.